# Box 27
Box 27 és un telefilm francès dirigit per Arnaud Sélignac, emès per primera vegada a Bèlgica, el 23 de juny de 2016 a La Une i, a França, l'1 de febrer de 2017 a França 2. Al Festival de la fiction TV de La Rochelle de 2016, la citna va rebre el Premi especial del jurat, el premi al millor actor per a Éric Elmosnino, i la categoria a la millor música per a Fabrice Aboulker. El 2021 es va emetre el doblatge en català a TV3.

## Sinopsi
El Vincent Cassagne i el seu fill Tom de 10 anys viuen en un aparcament tancat d'un pàrquing subterrani, en unes condicions molt precàries. La situació laboral del Vincent és límit. Tot i que el seu fill està ben cuidat, està integrat i treu bones notes a l'escola, els denuncien als serveis socials. A partir d'aleshores la lluita del Vincent es centra en evitar que el separin del seu fill.

## Repartiment
- Éric Elmosnino: Vincent Cassagne
- Zabou Breitman: Patricia
- Marius Blivet: Tom
- Natalia Dontcheva: Juliette
- Clovis Couillard: Mathis
- Pierre-Olivier Mornas: Peyron
- Nejma Ben Amor: Nadia
- Delphine Rollin: Leïla
- Rosemarie La Vaullée: senyora Robert
- Deborah Grall: Valérie
- Claude Sesé: Daniau
- Zakariya Gouram: Fred
- Françoise Pinkwasser: senyora Milo
- Djibril Gueye: Sam
- Philippe Pasquini: Jean
- Michel La Rosa: Mario